# Белов, Георг фон
Георг Антон Гуго фон Белов (нем. Georg Anton Hugo von Below; 19 января 1858, Гумбиннен — 20 октября 1927, Баденвайлер) — немецкий историк права и экономики; номинировался на Нобелевскую премию по литературе.

## Биография
Георг родился в семье офицера и баронессы. Учился в Бонне у медиевистов Морица Риттера и Вильгельма Мауренбрехера, с которым познакомился, живя в Кёнигсберге.
В 1883 году получил от Риттера докторскую степень, а в 1886 году получил хабилитацию в Марбурге и стал адъюнкт-профессором в Кёнигсберге. С 1891 года — профессор средневековой и современной истории в Мюнстере. С 1897 года работал в Марбурге, с 1901 года — в Тюбингене и, наконец, с 1905 года преподавал во Фрайбурге в Брайсгау, откуда ушёл в отставку в 1924 году.
С 1909 года — член Баварской и Гейдельбергской академий наук, с 1916 года — Венской академии наук и с 1924 года — Прусской академии наук.
Также был редактором журнала «Vierteljahrschrift für Sozial- und Wirtschaftsgeschichte» с 1903 года и с 1910 года соредактором журнала «Historische Zeitschrift».
Был членом исторической комиссии Баварской академии наук, к которой он присоединился в 1903 году, возглавлял кафедру истории немецких городов с 1904, с 1914 года — истории немецкой торговли, с 1920 по 1927 г. печатался в ежегодниках немецкой истории.
Георг фон Белов был одним из самых плодовитых и самых воинственных консервативных историков своего времени и сыграл особенно важную роль в дискуссии о культурном подходе Карла Лампрехта.
Фон Белов был убеждён, что сильные государства-нации являются главной целью в историческом развитии государства, потому что только они смогут обеспечить «благосостояние своих подданных».
Георг ценил вклад Макса Вебера. Одним из учеников и друзей фон Белова был Эрнст Теодор Бааш.

## Избранные труды
- Der Ursprung der deutschen Stadtverfassung (1892)
- Das ältere deutsche Städtewesen (1898)
- Below, G. v. Wirtschaftsgeschichte innerhalb der Nationalökonomie (нем.) // Zeitschrift für Sozial- und Wirtschaftsgeschichte. — Leipzig, 1907. — Bd. 5.
- Der deutsche Staat des Mittelalters (1914)
- Deutsche Geschichtsschreibung des 19. Jahrhunderts (1916)
- Probleme der Wirtschaftsgeschichte (1920)
- Territorium und Stadt (2. wesentlich veränderte Aufl. 1923)
- Zum Streit um das Wesen der Soziologie, in: Jahrbuch für National-Ökonomie 124. Bd. (1926)
- Die italienische Kaiserpolitik des deutschen Mittelalters (1927)

### В переводе на русский язык
- Белов Г. ф. Городской строй и городская жизнь средневековой Германии. С прил. ст. того же авт.: О теориях хозяйственного развития народов вообще и о городском хозяйстве немецкого средневековья в особенности. Критика вотчинной теории. Историческое место работы на заказ / Пер. с нем. Е. Петрушевской; Под ред., с предисл. и с вступ. ст. Д. Петрушевского [«Возникновение городского строя средних веков»]. — М.: М. и С. Сабашниковы, 1912. — 68+224 с.
  - Городской строй и городская жизнь средневековой Германии = Das Altere deutsche Stadtewesen und Burgertum / Пер. с нем. Е. С. Петрушевской; под ред., с предисл. и вступ. ст. Д. М. Петрушевского. — 2-е изд., [репр.]. — М.: URSS : ЛИБРОКОМ, 2012. — 68+224 с. — (Академия фундаментальных исследований: история). — ISBN 978-5-397-02787-8.